# Lijst van rijksmonumenten in Oldeberkoop
De plaats Oldeberkoop (Berkoop, Aldeberkeap) telt 12 inschrijvingen in het rijksmonumentenregister. Hieronder een overzicht. 
| Object                                                                                           | Oorspronkelijke functie? | Bouwjaar | Architect                  | Locatie                 | Coördinaten?                 | Nr.?   | Afbeelding               |
| ------------------------------------------------------------------------------------------------ | ------------------------ | --- | -------------------------- | ----------------------- | ---------------------------- | ------ | ------------------------ |
| Eenvoudige woning met zesruitsvensters onder tentdak met grote dakkapel                          | Woonhuis                 | 19e eeuw (kern mog. ouder)                                                                                                |                            | Willinge Prinsstraat 13 | 52° 56' 20" NB, 6° 7' 45" OL | 31729  | Meer afbeeldingen        |
| Woning onder zadeldak tegen topgevel met beitelingen en in de top een console met kopje          | Woonhuis                 | 19e eeuw (kern mog. ouder)                                                                                                |                            | Willinge Prinsstraat 15 | 52° 56' 20" NB, 6° 7' 45" OL | 31730  | Meer afbeeldingen        |
| Eenvoudige woning met zesruitsvensters onder zadeldak met voorschild en topschoorsteen           | Woonhuis                 | 19e eeuw (kern mog. ouder)                                                                                                |                            | Willinge Prinsstraat 17 | 52° 56' 21" NB, 6° 7' 45" OL | 31731  | Meer afbeeldingen        |
| Hervormde kerk, pastorie                                                                         | Woonhuis                 | 1838 |                            | Willinge Prinsstraat 12 | 52° 56' 22" NB, 6° 7' 43" OL | 31732  | Hervormde kerk, pastorie |
| De Zwaan                                                                                         | Horeca                   | ca. 1800 |                            | Oosterwoldseweg 10      | 52° 56' 19" NB, 6° 7' 51" OL | 31733  | Zwaan De Zwaan           |
| Voorm. molenaarshuis                                                                             | Woonhuis                 | 1759 |                            | Molenhoek 13            | 52° 56' 21" NB, 6° 7' 28" OL | 31734  | Meer afbeeldingen        |
| Boerderij met topgevel met twee zesruitsvensters en door rieten kap afgedekte woonhuis en schuur | Boerderij                | |                            | Wolvegasterweg 61       | 52° 55' 47" NB, 6° 6' 57" OL | 31735  | Meer afbeeldingen        |
| Lunia, duivenslag in huisvorm met schaliedakje                                                   | Tuin, park en plantsoen  | ca. 1870 1971 (rest.) |                            | t.o. Molenhoek 2        | 52° 56' 16" NB, 6° 7' 35" OL | 31736  | Meer afbeeldingen        |
| De Bekhof                                                                                        | Boerderij                | oorspr. mog. 18e eeuw 19e eeuw (schuur)                                                                                   |                            | Bekhof 1                | 52° 56' 34" NB, 6° 9' 22" OL | 31737  | Bekhof De Bekhof         |
| Villa Vredewoud                                                                                  | Woonhuis                 | 1899 | M.O. Meek                  | Willinge Prinsstraat 4  | 52° 56' 22" NB, 6° 7' 48" OL | 520225 | Meer afbeeldingen        |
| Klein Vredewoud                                                                                  | Dienstwoning             | 1899 | M.O. Meek                  | Willinge Prinsstraat 19 | 52° 56' 21" NB, 6° 7' 44" OL | 520243 | Upload foto              |
| Bonifatiuskerk. Hervormde kerk met kerkhof                                                       | Kerk en kerkonderdeel    | 1150-1200 (schip) 14e eeuw (uitbr.) begin 16e eeuw (koor) 1608 (herb. toren) 1845 (herstel) 1927-'30 (rest.) 1964 (rest.) | H.M. Hulsbergen (1927-'30) | Willinge Prinsstraat 2  | 52° 56' 20" NB, 6° 7' 49" OL | 524295 | Meer afbeeldingen        |